# Зімсар
Зімсар (перс. زيمسار) — село в Ірані, у дегестані Тулем, у бахші Тулем, шагрестані Совмее-Сара остану Ґілян. За даними перепису 2006 року, його населення становило 304 особи, що проживали у складі 78 сімей.

## Клімат
Середня річна температура становить 14,15 °C, середня максимальна – 27,87 °C, а середня мінімальна – -1,27 °C. Середня річна кількість опадів – 956 мм.
| Клімат поселення                              | Клімат поселення | Клімат поселення | Клімат поселення | Клімат поселення | Клімат поселення | Клімат поселення | Клімат поселення | Клімат поселення | Клімат поселення | Клімат поселення | Клімат поселення | Клімат поселення | Клімат поселення |
| Показник                                      | Січ.             | Лют.             | Бер.             | Квіт.            | Трав.            | Черв.            | Лип.             | Серп.            | Вер.             | Жовт.            | Лист.            | Груд.            |                  |
| Середній максимум, °C                         | 8,11             | 8,94             | 12,00            | 18,15            | 22,06            | 25,32            | 27,87            | 27,54            | 24,59            | 21,07            | 16,39            | 11,99            |                  |
| Середня температура, °C                       | 3,42             | 4,25             | 7,31             | 13,45            | 17,38            | 20,63            | 23,53            | 23,18            | 20,24            | 16,73            | 12,02            | 7,64             |                  |
| Середній мінімум, °C                          | −1,27            | −0,44            | 2,61             | 8,76             | 12,68            | 15,93            | 19,17            | 18,84            | 15,87            | 12,37            | 7,68             | 3,29             |                  |
| Норма опадів, мм                              | 101              | 79               | 76               | 52               | 41               | 26               | 19               | 46               | 98               | 150              | 131              | 137              |                  |
| Середньомісячна швидкість вітру, м/с          | 2.20             | 2.40             | 2.40             | 2.30             | 2.30             | 2.54             | 2.50             | 2.31             | 2.10             | 2.10             | 1.94             | 1.97             |                  |
| Середньомісячна сонячна радіація, кДж/м²·день | 6793             | 8981             | 11089            | 15792            | 20098            | 22464            | 23372            | 19626            | 16130            | 10982            | 8582             | 6591             |                  |
| --------------------------------------------- | ---------------- | ---------------- | ---------------- | ---------------- | ---------------- | ---------------- | ---------------- | ---------------- | ---------------- | ---------------- | ---------------- | ---------------- | ---------------- |
| Джерело:                                      |                  |                  |                  |                  |                  |                  |                  |                  |                  |                  |                  |                  |                  |